# 筆の里工房
筆の里工房（ふでのさとこうぼう）は、広島県安芸郡熊野町にある筆をテーマにした博物館。

## 概要
熊野筆の産地・熊野町のシンボル的な博物館施設。平成6年度（1994年度）に熊野町が設置、筆の里振興事業団（指定管理者）が運営している。熊野筆は国内生産量の約80 %を占めると言われ、1975年（昭和50年）に経済産業省（当時は通商産業省）の伝統的工芸品に指定されている。
筆の歴史と文化を紹介する常設展に加え、伝統工芸士による筆づくりの実演を行っており、小学校の社会見学でもよく利用されている。また、定期的に企画展を開催し、書、絵画、化粧といった筆に関わる文化・芸術を紹介している。この他に、ありがとうの絵てがみ作品を全国公募していることでも知られる。書筆づくりの技術を生かした高品質の化粧筆が注目されており、館内に熊野筆セレクトショップ本店を併設している。

## 施設
- 常設展示

世界一の大筆（全長3.7 m、重量400 kg）、筆の宇宙、木村陽山コレクション、画筆・毛筆・化粧筆コーナー
- 体験コーナー

文房四宝の技（筆、墨、硯、紙）、水で筆あそび、モールで文字アート、かな判子、化粧で福笑い、筆パズル、デコボコ拓本、刷毛でスリスリ
- ギャラリーホール

マルチメディアホールとしての機能を備え、各種講演会や展示を行っている。
- ギャラリーⅡ・Ⅲ・Ⅳ

「筆の表現力」をテーマにした企画展を継続的に開催している。
- 手づくり工房 筆司の家
- 手づくり工房 彩筆庵
- 図書室
- 筆のアトリエ
- 交流ラウンジ
- ミュージアムショップ
- 熊野筆セレクトショップ（本店）

熊野筆約1500種類（書筆、画筆、化粧筆）を販売しており、水で試筆もできる。
- 茶室 鐘聲庵
- レストラン Cafe 照（カフェテラス）

## おもな収蔵品
- 木村陽山コレクション

京都の書家・木村陽山（1899‐1986）が収集した筆のコレクション。その数はおよそ1000点に及ぶ。軸に堆朱、螺鈿、象牙彫などの装飾が施された観賞用の筆に加え、西園寺公望、富岡鉄斎などの文人が実際に使用した筆も含んでいることが特徴である。文房具の収集でも、筆に特化した収集は珍しい。2009年には五島美術館でも展示された。

## 利用情報
- 所在地 - 広島県安芸郡熊野町中溝5丁目17番1号
- 開館時間 - 10時00分 - 17時00分（入館は16時30分まで）
- 休館日 - 月曜日（但し祝日の場合は翌日）、年末年始
- 入館料 - 大人600円、小中高生250円、幼児無料
  - 展示内容によって変更となる。
  - 20名以上の団体は2割引き

（1階のみの利用は無料）

## 交通アクセス
- 広島バスセンターから広電バスで約45分（熊野営業所行・熊野萩原行）
- JR矢野駅から広電バスで約15分（熊野営業所行・広島国際大学行）
- JR呉駅から広電バスで約35分（昭和支所経由熊野営業所行）
- JR呉駅から広電バスで約50分（平原経由熊野営業所行）

熊野営業所で下車し、最寄りのタクシーで約7分。
出来庭（できにわ）停留所で下車し、徒歩20分。
熊野営業所行（平原経由を除く）・広島国際大学行と熊野営業所行は出来庭停留所には停車しない。
- 車
  - 広島市内から海田大橋、広島熊野道路経由20 km（約25分）
  - 呉市内から15 km（約25分）
  - 東広島市内から25 km（約35分）
  - 竹原市内から40 km（約55分）
  - 山陽自動車道高屋ジャンクション経由、黒瀬ICから15 km（約15分）